# Gerold Bührer

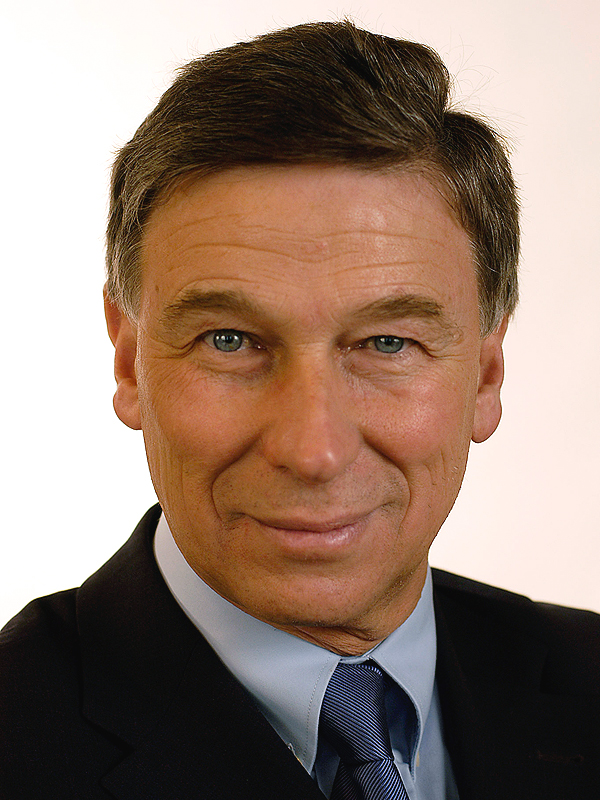
Gerold Bührer

Gerold Bührer (* 23. Juni 1948 in Hofen; heimatberechtigt in Bibern und Hofen) ist ein Schweizer Politiker (FDP) und Lobbyist.

## Biografie
Das erste politische Mandat nahm Bührer von 1982 bis 1991 im Kantonsrat des Kantons Schaffhausen wahr. Am 25. November 1991 wurde er in den Nationalrat gewählt, hatte dort Einsitz in mehreren Kommissionen und präsidierte von 1997 bis 1999 die Finanzkommission. Von April 2001 bis November 2002 war er Parteipräsident der Freisinnig-Demokratischen Partei. Am 2. Dezember 2007 schied er aus dem Nationalrat aus. Von 2007 bis 2012 war Bührer Präsident des Wirtschaftsverbands Economiesuisse, von 2008 bis 2014 war er Mitglied des Bankrats der Schweizerischen Nationalbank.

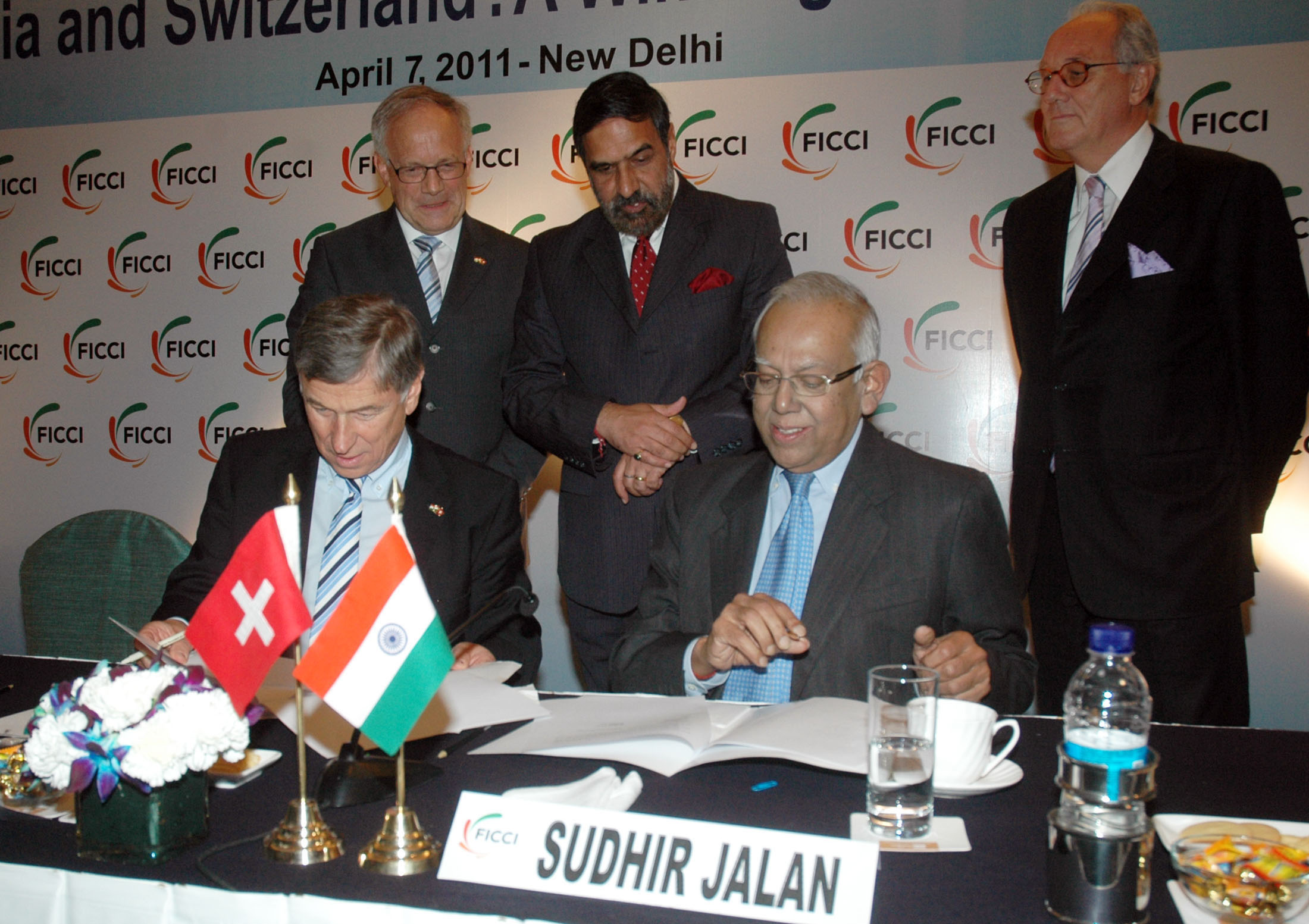
Bührer in Indien, h. l. Bundesrat Johann Schneider-Ammann (2011)

Des Weiteren war er in einigen Verwaltungsräten aktiv. Er war von 2000 bis 2018 Vizepräsident der Swiss Life, 2014 bis 2019 Verwaltungsratspräsident von FehrAdvice & Partners AG (gegründet 2010 von Ernst Fehr und dem CEO Gerhard Fehr), dem weltweit ersten Wirtschafts- und Unternehmensberatungsunternehmen, das sich auf Verhaltensökonomik (Behavioral Economics) spezialisiert hat, ab 2001 Verwaltungsrat und 2012 bis 2019 Vizepräsident der Georg Fischer AG (nachdem er davor seit 1991 Mitglied der Konzernleitung gewesen war) sowie bis 2021 Präsident der Meier + Cie, Herausgeberin der Schaffhauser Nachrichten. Zurzeit (Januar 2023) hat er noch zwei Mandate inne.
Der Wirtschaftsberater (lic. oec. publ.) hat zwei erwachsene Kinder. Seit 2012 ist er in zweiter Ehe mit der ehemaligen National- und Regierungsrätin Elisabeth Zölch verheiratet. Er wohnt in Thayngen. In der Schweizer Armee war er Hauptmann.